# Made in China (2019)
Made in China ist eine französische Filmkomödie von Julien Abraham aus dem Jahre 2019.

## Handlung
François ist ein dreißigjähriger Fotograf mit asiatischen Wurzeln. Vor über zehn Jahren hat er sich mit seinem Vater zerstritten und hat seitdem keinen Kontakt mehr mit seiner Familie. Er leugnet sogar seine chinesische Wurzeln.
Als seine Freundin schwanger wird, versucht er sich mit seinem Vater wieder zu versöhnen. Mit dem Fahrlehrer Bruno, seinem besten Freund, besucht er das Pariser Chinatown. Bruno verliebt sich dabei in eine Cousine von François. Seine Familie, außer seinem Bruder und seinem Vater, nimmt François wieder positiv auf.

## Produktion
Der Film kam am 26. Juni 2019 in die französischen Kinos und am 18. Juli 2019 in die deutschen Kinos.

## Kritik
„„Made in China“ ist stets bemüht, die Welt der chinesischen Minderheit in Frankreich zu erklären. Er spielt mit Klischees beider Seiten, indem er sie komödiantisch bedient, wobei der Vater-Sohn-Konflikt ein paar zu viele Windungen mitmacht und dadurch überstrapaziert wird.“

„Der feinfühlige Film über die Suche nach Identität und Zugehörigkeit regt zum Schmunzeln und Nachdenken an.“